# Мирзаев, Шахверды Алавердиевич
Шахверды́ Алаверди́евич (Аллахверды́евич) Мирза́ев (2 января 1929, село Тангерюд, Ленкоранский уезд — 5 декабря 2007, Ташкент) — колхозник, звеньевой колхоза «Новый путь», Герой Социалистического Труда (1948).

## Биография
Родился 2 января 1929 года в селе Тангерюд (ныне — в Астаринском районе Азербайджана) в талышской семье. 

### Депортация
В 1937 году по решению Совнаркома СССР о депортации талышей (о депортации из приграничных районов Азербайджана) вместе с семьёй был депортирован. Семья была расселена в Чуйском районе Южно-Казахстанской (с 1939 года Джамбулской) области Казахской ССР (ныне Жамбылской области, Республики Казахстан). 

### Учёба и работа
Окончив 7 классов сельской школы, с 1944 года работал колхозником, затем учётчиком в колхозе «Новый путь»; с 1947 — звеньевым свекловодческого звена.
В 1947 году свекловодческое звено под руководством Шахверды Мирзаева собрало с участка площадью 2 гектара по 813 центнеров сахарной свеклы и с участка площадью 4 гектара — по 583 центнера. За этот доблестный труд был удостоен в 1948 году звания Героя Социалистического Труда с вручением ордена Ленина и золотой медали «Серп и Молот».
В 1951 году окончил Новотроицкую среднюю школу и поступил в Алма-Атинский юридический институт. Работал старшим следователем милиции в Курдае.
С 1964 года жил в Ташкенте, работал в органах внутренних дел до выхода на пенсию.
Умер 5 декабря 2007 года. Похоронен на одном из кладбищ Ташкента.

## Память
В память о нём в Центральном парке села Толе Би «Аллея Славы» установлен его бюст.

## Награды
- звание Героя Социалистического Труда с вручением золотой медали «Серп и Молот»
- Орден Ленина (Указ от 28 марта 1948 года, медаль № 1517, орден Ленина № 70163)

## Комментарии
1. ↑  Депортация из приграничных районов Азербайджанской ССР была осуществлена по постановлению Совнаркома СССР[1].
2. ↑  Указ Президиума Верховного Совета СССР от 28.3.1948[1].